# Brasserie Cosse
La brasserie Cosse est une microbrasserie belge située à Grâce-Hollogne dans la province de Liège.

## Historique
Située à Grâce-Hollogne dans la province de Liège, la brasserie est fondée en 1892,
Elle est recréée en 2009 par Pierre Frippiat, arrière-petit-fils du fondateur historique, qui dirige la brasserie avec son fils, Martin. Il est aussi un descendant de R. Cosse, le dernier propriétaire de la brasserie Questiaux à Winenne (fermée en 1932), d'où le nom de la brasserie.
La brasserie, composée de matériel d'occasion, est construite dans un ancien garage.
La première bière de la brasserie est La Belle Ardente qui doit son appellation au surnom de la ville Liège, « la Cité ardente ».

## Gamme de bières
- La Belle Ardente, une bière rousse, non filtrée et refermentée en bouteille titrant 7,5 % en volume d'alcool[2].
- L'Or des anges, titrant 9,0 % en volume d'alcool, mûrie au minimum 4 mois dans un fût de chêne ayant contenu du whisky de la distillerie Radermacher[2].
- La Saison Cosse, bière de saison, titrant 6.5 % en volume d'alcool.
- Une Stout, une bière noire de type Guinness.

## Distinction
En septembre 2020, lors de la finale du concours de Bières et de Vins de la Province de Liège, la brasserie Cosse classe sa bière « L'Or des Anges » troisième dans la catégorie « Fruitée ».